# Edward Socha
Edward Socha (ur. 29 listopada 1955 w Brzezinach Śląskich, obecnie dzielnicy Piekar Śląskich) – polski piłkarz, grający na pozycji napastnika oraz działacz i menedżer piłkarski.

## Życiorys
Jako piłkarz występował w Odrze Wodzisław Śląski, Górniku Zabrze i austriackim LASK Linz. W 1984 musiał zakończyć karierę wyczynową z powodu kontuzji. Ukończył Szkołę Menedżerów Sportu w Łodzi. Przez kilka lat pracował w Górniku Zabrze, m.in. jako menedżer klubu i członek zarządu. W 1993 został menedżerem Stali Mielec, dokąd na stanowisko trenera sprowadził Franciszka Smudę (z którym wcześniej występował w Odrze Wodzisław).
Pod koniec 1995 został menedżerem reprezentacji Polski. Współpracował z kolejnymi selekcjonerami: Władysławem Stachurskim, Antonim Piechniczkiem i Krzysztofem Pawlakiem. Pracę z reprezentacją zakończył w 1997. W latach 1997–1999 pracował jako menedżer Aluminium Konin. Od lutego 1999 pełnił funkcję dyrektora ds. piłkarskich w Odrze Wodzisław. W 2004 przez kilka miesięcy był doradcą koncernu ITI ds. transferów w Legii Warszawa. Pracował również jako dyrektor sportowy Koszarawy Żywiec, po czym wrócił na stanowisko dyrektora w Odrze. Z funkcji tej zrezygnował w sierpniu 2008.
Jest ojcem Bartłomieja Sochy.